# Seaton (Illinois)
Seaton – wieś w Stanach Zjednoczonych, w stanie Illinois, w hrabstwie Mercer.